# Vicente Gerbasi
Vicente Gerbasi Pifano (Canoabo, Carabobo, 2 de junio de 1913 - Caracas, 28 de diciembre de 1992) fue un escritor, poeta, político y diplomático venezolano, considerado el poeta contemporáneo venezolano más representativo y uno de los más brillantes exponentes de la lírica vanguardista, además de ser uno de los escritores más influyentes del siglo XX en Venezuela, así como de los más reconocidos.
Miembro del Grupo Viernes, una de las más notorias agrupaciones poéticas de Venezuela, Gerbasi no solo lograría convertirse en su máximo exponente, sino que además desarrollaría una extraordinaria carrera política y diplomática, siendo miembro fundador del Partido Democrático Nacional junto con Rómulo Betancourt, agregado cultural de la embajada Venezolana en Bogotá, cónsul de Venezuela en La Habana y Ginebra, consejero cultural de la Embajada Venezolana en Chile y embajador de Venezuela en Haití, Israel, Dinamarca, Noruega y Polonia.

## Biografía

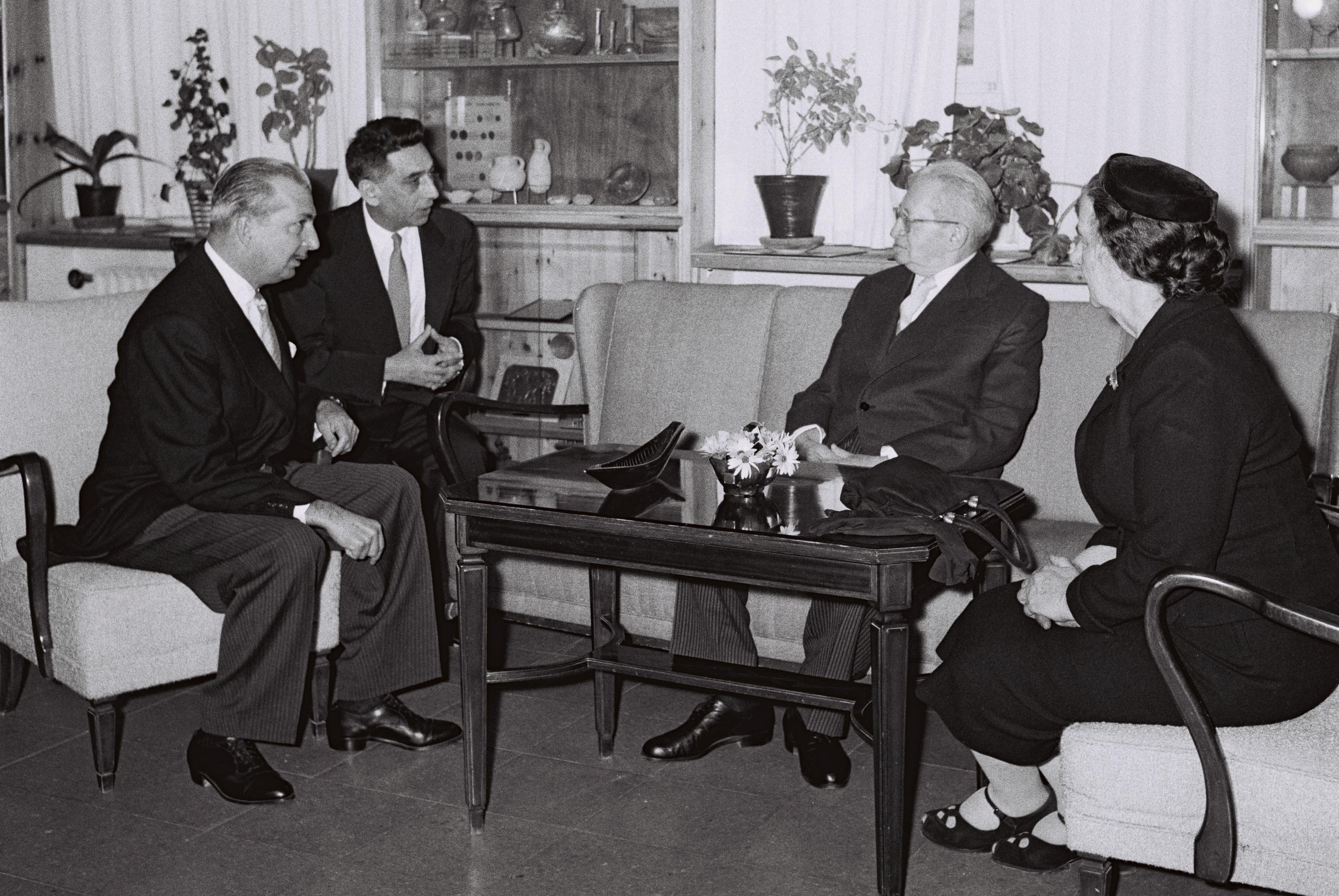
Embajador Vicente Gerbasi, después de presentar sus cartas credenciales al presidente de Israel Yitzhak Ben-Zvi, con Golda Meir, 18 de febrero de 1960

Hijo de los inmigrantes italianos Juan Bautista Gerbasi y Ana María Federico Pifano, quienes se habían establecido en Canoabo en la calle Caramacate hoy calle Coronel. Realizó estudios primarios y secundarios en Italia.
En 1937 funda el Grupo «Viernes», conjuntamente con los poetas Pascual Venegas Filardo, Luis Fernando Álvarez, José Ramón Heredia, Óscar Rojas Jiménez, Ángel Miguel Queremel, Otto de Sola y el crítico Fernando Cabrices. 

Ese mismo año publica su primer poemario titulado Vigilia del Náufrago. En 1968, Gerbasi gana el Premio Nacional de Literatura. Se desempeñó como diplomático en Colombia, donde comenzó su carrera diplomática en 1946 como Agregado Cultural luego en Cuba, Suiza y Chile. En 1959 fue designado embajador en Haití, posteriormente en Israel (1960), luego en Dinamarca, en Noruega (1964) y en Polonia (1969). Vicente Gerbasi es considerado el autor más representativo de la poesía venezolana contemporánea. En su libro de ensayos Creación y Símbolo, el propio Gerbasi ha expresado: 
«En poesía las palabras no poseen un valor justo, filológico, etimológico, sino que adquieren un valor múltiple, que escapa a la lógica corriente del lenguaje».
Existe en la escritura de Gerbasi una sistemática investigación del lenguaje para inquirir en las peculiaridades del país. Su propósito consiste en señalar una posible identidad, pero sin fijarla en esquemas inflexibles, sino destacando sus connotaciones mágicas y su cosmogonía poética, entonces su lenguaje se hace necesario y eficaz para nombrar ese universo. En «Poema de la noche» de 1943, Gerbasi muestra estados subjetivos que alcanzan a objetivarse y concretarse en hechos reales o fenómenos naturales: «¡Haz grande mi tristeza, /misterio de la noche! /Que pase como un viento /por las sombras del campo /coronando los montes /de nieblas solitarias /tañendo en las aldeas /arpas de eternidad». Es la subjetivación que se concreta en el mundo real: «En la hierba tostada por el día, el sueño del caballo /nos rodea de flores, como el dibujo de un niño».
En 1945 publica su libro más conocido: Mi padre el inmigrante. Se trata de un extenso poema integrado por treinta cantos basados en un mismo hilo temático, la figura mítica del padre a través de la cual opera la emoción frente al paisaje. Mi padre el inmigrante plantea enigmas metafísicos, recrea supersticiones, climas, espantos, mitos, leyendas, costumbres rurales, toda una flora y fauna fascinante y mágica. Es una elegía al padre y uno de los poemas que constituyen parte del canon de la poesía venezolana. Gerbasi ha sido traducido al francés, inglés, italiano, portugués, danés, sueco, rumano, hebreo, árabe y chino. Falleció el 28 de diciembre de 1992.

## Poemas
- Vigilia del náufrago, 1937
- Bosque doliente, 1940
- Liras, 1943
- Poemas de la noche y de la tierra, 1943
- Mi padre, el inmigrante, 1945
- Tres nocturnos, 1947
- Poemas, 1947
- Los espacios cálidos, 1952
- Círculos del trueno, 1953
- La rama del relámpago, 1953
- Tirano de sombra y fuego, 1955
- Por arte del sol, 1958
- Olivos de eternidad, 1961
- Retumba como un sótano del cielo, 1977
- Edades perdidas, 1981
- Los colores ocultos, 1985
- Un día muy distante, 1987
- El solitario viento de las hojas, 1990
- Iniciación a la intemperie, 1990